# Římskokatolická farnost Hartvíkov
Římskokatolická farnost Hartvíkov je zaniklým územním společenstvím římských katolíků v rámci táborského vikariátu Českobudějovické diecéze.

## O farnosti

### Historie
V roce 1384 je v Hartvíkově doložena plebánie. Ta později zanikla a Hartvíkov byl přifařen k Cetorazi. Roku 1785 byla ve vsi zřízena lokálie, a z té byla v roce 1858 vytvořena farnost. Půvoodní gotický farní kostelík byl zbořen v roce 1886, a na jeho místě byl postaven kostel nový, v pseudorománském stylu. Interiér kostela byl vymalován ve stylu beuronské umělecké školy. V letech 2001–2009 byl kostel postupně zrekonstruován. Před svým zrušením k 31. 12. 2019 byla farnost administrovaná excurrendo, jejími posledními správci byli Mgr. Václav Mikulka (2007–2017) a P. Mgr. Karl Zaiser, OMI (2017–2019).

### Současnost
Od 1. ledna 2020 je farnost sloučena s farností Chýnov. Duchovní správa je zajišťována komunitou Misionářů oblátů Panny Marie Neposkvrněné z Tábora-Klokot. V této bývalé farnosti je rovněž ustanoven trvalý jáhen, jehož hlavním působištěm je nemocnice v Táboře.[zdroj?]
| Fotografie | Kostel                       | Místo        | Bohoslužba             | Bohoslužba             | Poznámka                      |
| ---------- | ---------------------------- | ------------ | ---------------------- | ---------------------- | ----------------------------- |
|            | Kostel svatého Petra a Pavla | Hartvíkov    | neděle                 | 10.00                  | filiální, bývalý farní kostel |
|            | Kaple                        | Horní Hořice | neslouží se pravidelně | neslouží se pravidelně | obecní kaple                  |